# Pierre Saliat
Pierre Saliat, aussi Petrus Saliat, est un traducteur français du XVIe siècle.

## Biographie
Pierre Saliat (Salliat ou Salyat dans certains documents), traducteur de latin et de grec, enseignait à Paris au collège de Navarre où il avait eu pour élève François de Genouillac, oncle maternel d’Antoine de Crussol. Pierre Saliat a traduit dès 1537 le De pueris ( « De l’éducation des enfants ») d’Erasme, sous le titre Declamation contenant la maniere de bien instruire les enfans dès leur commencement, avec ung petit traicté de la civilité puerile. Parmi d’autres œuvres, en 1552 puis en 1556, il est le premier à publier une traduction des Histoires d’Hérodote. Quelques mois plus tard, il était nommé maître de l’hôtel-Dieu de Tonnerre par Antoine de Crussol à qui il avait dédié un ouvrage en 1549. Il siègera à l’hôpital jusqu’à son décès quatre ans plus tard. Pour lui, l’avenir appartient aux jeunes, il faut donc les instruire et les éduquer, et la société en aura tout le bénéfice.

## Œuvres
- Érasme, Déclamation contenant la manière de bien instruire les enfans, dès leur commencement, avec ung petit traicté de la civilité puérile, le tout translaté nouvellement de latin en françois, par Pierre Saliat, S. de Colines, 1537
- Vita Francisci Galioti Acieri, turmarum ductoris et fabrum machinarumque bellicarum in Gallia praefecti ; additus est Isocratis Evagoras latinus factus, Petro Saliato hujus interprete, illius authore, apud L. Begatium, 1549
- Hérodote, Les Neuf livres des histoires. Traduit de grec en françois par Pierre Saliat, J. de Roigny, 1556
- Hérodote, Histoire des neuf livres de Hérodote, plus un recueil de George Gémiste dict Pléthon des choses avenuës depuis la journée de Mantinée, le tout traduit de grec en françois par Pierre Saliat, C. Micard, 1575 (réédition en 1580).

### Éditions récentes
- Le fils de l'architeteur : récit égyptien / recueilli par Herodote de Thurium, d'après la version de Pierre Saliat de 1556, postface de Jacques Brunet avec la collaboration de André Tchernia et Latis, Collège de pataphysique, collection « Traître mot », 1960
- Le Trésor du pharaon / Hérodote, traduit du grec par Pierre Saliat, P. Laleure, 1977
- De pueris (De l'éducation des enfants) / Érasme, traduction Pierre Saliat, introduction et notes Bernard Jolibert, Klincksieck, 1990